# Zonen-Gaby

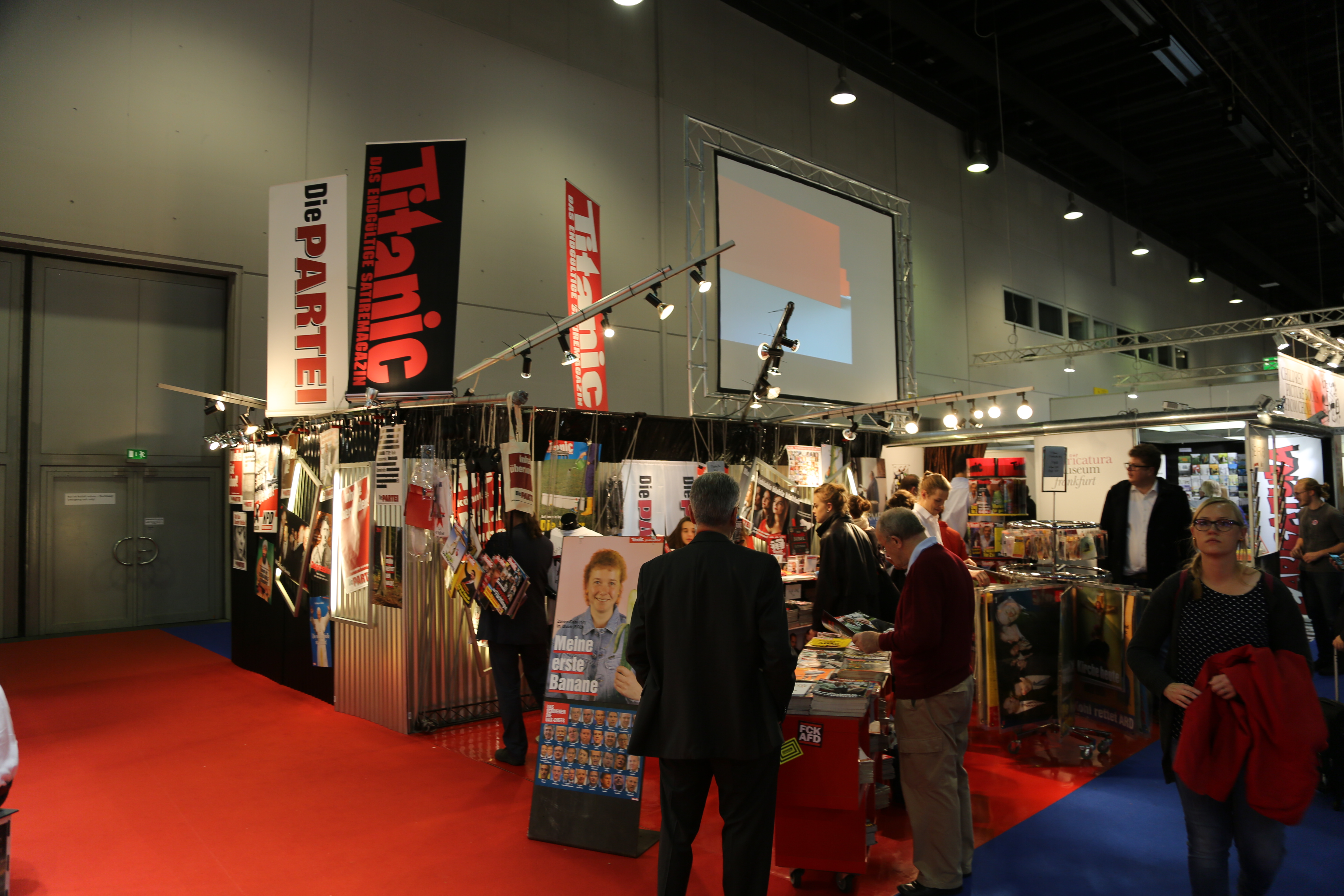
Titanic-Stand auf der Frankfurter Buchmesse 2016, davor Aufsteller mit dem Titelbild

Zonen-Gaby, vereinzelt auch Zonen-Gabi, ist eine fiktive Person, die im November 1989, dem Monat des Mauerfalls, auf dem Titelbild der westdeutschen Satirezeitschrift Titanic mit einer geschälten Salatgurke und dem Ausspruch „Meine erste Banane“ zu sehen war. Das Motiv gilt als eines der bekanntesten Titelbilder der Zeitschrift, der Ausdruck „Zonen-Gaby“ wurde zum stehenden Begriff.

## Hintergrund
Der Bananenmangel als Symbol der Mangelwirtschaft in der DDR war schon lange Gegenstand westdeutscher Satire. Das Kabarett Die Stachelschweine stellte 1965 eine Folge der Sendung Was bin ich? nach, in der der prominente Gast Walter Ulbricht statt der üblichen 5 D-Mark jeweils eine Banane erhielt.
Bereits vor der Grenzöffnung am 9. November 1989 entwickelte sich eine Ausreisewelle aus der DDR (im Westen jahrzehntelang als Zone bezeichnet, siehe auch Zoni). In deren Rahmen erreichten Zehntausende Ostdeutsche auf Umwegen die Bundesrepublik (beispielsweise über die Botschaft der Bundesrepublik in Prag oder über Ungarn, das bereits im Juni 1989 seine Grenze zu Österreich geöffnet hatte). In Westdeutschland erlangten viele eingereiste DDR-Bürger erstmals Zugang zu Waren, die auf Grund der dortigen Mangelwirtschaft im DDR-Einzelhandel nicht oder nur schwer erhältlich waren, beispielsweise Südfrüchte. In den von den Ostdeutschen nach der Grenzöffnung in großer Zahl frequentierten Supermärkten waren die Dessertbananen als Erstes ausverkauft.
Die Banane war in der DDR zwar als Importware vorhanden, doch der Import von Bananen und der damit verbundene Pro-Kopf-Verbrauch ging zwischen 1978 und 1988 von 6,31 auf 2,82 kg drastisch zurück. Dies verhielt sich bei anderen Südfrüchten ähnlich. Deshalb galten sie als Mangelware. Es ist jedoch ein Mythos, dass es in der DDR keine Bananen gegeben habe.

## Titelbild
Die Titanic-Redakteure berieten, wie sie das Thema der DDR-Ausreisewelle satirisch aufgreifen konnten. Sie unterhielten sich dabei über Fernsehbilder, in denen Bundesdeutsche an über Ungarn ausgereiste DDR-Bürger Bananen verteilten. Robert Gernhardt hatte die Idee, eine glückliche „Zonen-Gaby“ mit Banane zu zeigen. Bernd Eilert schlug dann vor, ihr statt einer Banane eine Gurke in die Hand zu drücken.
Als Modell wählte man eine Wormser Arzthelferin und Bekannte des damaligen Titanic-Chefredakteurs Bernd Fritz. Zum Zeitpunkt der Aufnahme war sie 29 Jahre alt. Das Bild wurde in einem Fotostudio im Taunus aufgenommen.
Das Titanic-Cover griff die von der Redaktion diskutierte Bananen-Verteilung auf. Es zeigte eine lächelnde junge Frau mit Kraushaarfrisur in Jeansbekleidung (Schnee-Jeans waren zu dieser Zeit in der DDR in Mode und wurden auch als Ausreiser-Kluft bezeichnet) sowie Freudentränen in den Augen. Sie hielt eine Salatgurke in der Hand, die in einer Weise geschält war, die typischerweise für Bananen verwendet wird. Die Schlagzeile lautete: „Zonen-Gaby (17) im Glück (BRD): Meine erste Banane“. Hierdurch wurde auf die dem Klischee nach fehlende Vertrautheit der Ostdeutschen mit Bananen angespielt, die durch die nun mögliche Ausreise in den Westen erstmals zugänglich wurde.

## Rezeption
Das Titelblatt entwickelte sich – begünstigt durch die Aktualität im Zuge des Mauerfalls – zu einem populären Poster- und Postkartenmotiv und ist als solches noch heute weithin bekannt, nach Bild sogar „weltweit“. Der Satiriker Wiglaf Droste beschrieb die Protagonistin des Titanic-Titelbilds in der Einleitung einer Glosse mit Titel Zehn Jahre Zonis sind genug! als „eine Minipli- und Stonewashed-Existenz“. Der Literaturkritiker und Schriftsteller Hellmuth Karasek bezeichnete das Cover im Jahr 2012 als „eine der genialsten Karikaturen“ und als „Highlight des politischen Witzes“, das „Ost und West einander näher gebracht“ habe.
Gelegentlich gibt es in den deutschen Medien Presseberichte über die reale Person, die als Zonen-Gaby für das Foto Modell gestanden hatte.
2017 reflektierte der Politikwissenschafter Michael Dreyer die Entstehungs- und Rezeptionsgeschichte von Zonen-Gaby in einem Beitrag des Sammelbandes Virtual Walls über Political Unification and Cultural Difference in Contemporary Germany.
In der taz hingegen urteilte 2023 Caspar Shaller, dass mit dem Zonen-Gaby-Artikel „die Frage von Bananen und Sozialismus gegen den Realsozialismus in Stellung gebracht wurde (in Form des berüchtigten Titanic-Covers in besonders ekelhafter, misogyner Art)“.

## Weitere Titanic-Titelbilder mit Zonen-Gaby
Im Juli 2005 titelte Titanic mit einem in das Bild von 1989 hineinmontierten Kopf von Angela Merkel und der Titelzeile: „Zonen-Geli (61) im Glück (BRD): Meine erste Banane“ und spielte damit auf die Kanzlerkandidatur Merkels für die Bundestagswahl 2005 an.
Im November 2009 zeigte die Zeitschrift Guido Westerwelle auf dem Titel, hineinmontiert in das Bild der Jeansjacke, allerdings ohne Gurke, mit dem Text „Bundes-Guido (47) im Glück (schwarz-gelb): Meine erste Banane (nicht im Bild)“, eine Anspielung auf die 2004 bekannt gewordene Homosexualität des damaligen Bundesaußenministers.
Im September 2015 titelte Titanic erneut mit einer Montage des Bildes von 1989, bei dem an die Seite der Zonen-Gaby ein breit grinsender Schwarzer und die neue Titelschlagzeile „Flüchtlings-Joe (52 cm) im Glück (Asyl): Meine erste Zonen-Gaby“ hinzugefügt sind. Am Kopf der Zonen-Gaby wurde außerdem die Gedanken-Textblase „Hihi.. Banana-Joe“ eingefügt. Das Magazin spielt damit auf die Flüchtlingskrise in Europa 2015 an. Das Coverbild des Albums 40 Jahre Titanic (2019) ist ein DDR-Staatswappen, das eine geschälte Gurke statt Hammer und Zirkel enthält.